# 메르트 귀노크
페미 메르트 귀노크(튀르키예어: Fehmi Mert Günok, 1989년 3월 1일 ~ )는 튀르키예의 축구 선수로, 쉬페르리그의 베식타시와 튀르키예 국가대표팀에서 골키퍼로 활약하고 있다.
귀노크는 코자엘리스포르에서 잠시 유소년 생활을 시작한 후 2001년 페네르바흐체에 입단하여 결국 프로로 승격되어 쉬페르리그 레벨에서 뛰면서 두 시즌 동안 리그 우승을 차지했다. 2015년 페네르바흐체를 떠나 부르사스포르에 입단하여 두 시즌 동안 활약했다. 2017년에는 이스탄불 바샥셰히르와 계약하여 2019-20 시즌에 쉬페르리그 3번째 우승을 달성했다.
귀노크는 2004년 16세 이하부터 시작하여 현재까지 국제 대회에 튀르키예 국가대표팀으로 참가하고 있으며, 2012년 시니어 국제 무대에 데뷔했다. 그는 UEFA 유로 2020 예선 단계에서 국가대표팀의 주전 골키퍼였으며, 본선에 진출한 UEFA 유로 2024에서 주전 골키퍼였다.

## 구단 경력

### 페네르바흐체
귀노크는 2000년에서 2001년 사이에 코자엘리스포르에서 잠시 유소년 축구를 시작했는데, 그는 아버지 마히르가 골키퍼 코치로 고용되어 있는 동안 "아버지가 그곳에서 일하는 동안 두 경기에 출전했다"고 묘사했다. 그 후, 그는 2001년 이스탄불에서 소규모 필드 게임을 하던 중 페네르바흐체 관계자에 의해 발견되었고, 그의 첫 번째 축구 면허증이 발급된 팀에 합류했다. 그의 유소년 축구 경력 동안, 그는 2008년 3월 9일 PAF 리기 경기에서 마니사스포르를 상대로 페널티킥으로 골을 넣었고, 2-0으로 끝났다.
귀노크는 2009-10년 시즌 전에 첫 프로 계약을 체결했다. 그는 2010-11년 시즌 페네르바흐체의 볼칸 데미렐과 볼칸 바바잔에 이어 세 번째 골키퍼였다.

### 부르사스포르
2014-15년 시즌이 끝난 후 페네르바흐체에 의해 방출된 귀노크는 2015년 6월 22일 3시즌 동안의 계약으로 부르사스포르에 합류했다. 그의 계약은 연봉 120만 유로였다. 2015-16년 시즌 전반기에 주전 골키퍼로 발탁된 귀노크는 2월부터 함자 함자올루 감독의 결정으로 하룬 테킨과 교체되어 리그 19경기에서 32골을 내주었다. 부르사스포르에서의 두 번째 시즌에, 그는 튀르키예 쿠파스 경기에만 배치되었다. 시즌이 끝날 때, 그의 계약은 부르사스포르의 미지급 임금에 대한 대가로 취소되었다.

### 베식타시
귀노크는 2021년 8월 15일 이적 시장에서 7번째 이적으로 3년 계약을 맺고 베식타시에 입단했다.

## 국가대표팀 경력
2012년 5월 25일, 오스트리아 잘츠부르크의 레드불 아레나에서 열린 조지아와의 친선 경기에서 62분에 교체 투입되어 첫 튀르키예 국가대표팀 경기에 출전하였고, 경기는 3-1로 끝났다.
2019년 6월 8일, 그는 UEFA 유로 2020 예선 H조 조별 리그에서 2-0으로 이긴 전 세계 챔피언 프랑스와의 경기에서 무실점을 기록했다. 10경기에서 3골을 내주며, 튀르키예의 주전 골키퍼로 활약했고, 셰놀 귀네슈 감독은 UEFA 유로 2020 예선 전에서 역대 최고의 수비력을 보여주었다. 2021년 5월 14일, 그는 셰놀 귀네슈 감독에 의해 UEFA 유로 2020을 앞두고 30명으로 구성된 연장전에 차출되었다.
2024년 6월 7일, 그는 UEFA 유로 2024에 참가할 튀르키예의 26인 명단에 이름을 올렸다. 7월 2일 오스트리아와의 16강전에서, 그는 결정적인 선방을 펼쳤고, 연장전에서 크리스토프 바움가르트너의 헤딩슛을 막아내 2-1 승리와 8강 진출을 확정지었다.